# Транснефть
«Транснафта» — російська транспортна монополія, оператор магістральних нафтопроводів Росії. Повне найменування - Публічне акціонерне товариство «Транснафта» (російською ПАТ "Транснєфть"). Штаб-квартира - у Москві.

## Основні напрямки діяльності
- Транспортування нафти та нафтопродуктів по трубопровідній системі на території Росії та за її межами;
- Діагностичні, профілактичні та аварійно-відновлювальні роботи;
- Забезпечення охорони навколишнього середовища в районах, де проходить трубопровідна система.

«Транснефти» належить понад 70 тис. Км магістральних трубопроводів, понад 500 насосних станцій, компанія транспортує 93% видобутої в Росії нафти.

## Власники та керівництво
100% звичайних акцій (78,1% капіталу) «Транснефти» належать державі. У вільному обігу знаходяться привілейовані акції. Перш здебільшого акцій, що знаходяться у вільному обігу, володіли «Інтеррос» і «Нафта-Москва», але вони продали їх невідомим особам.
16 квітня 2007 року Президент Росії Володимир Путін підписав указ про приєднання до «Транснафти» компанії «Транснафтопродукт» шляхом внесення належних державі 100% акцій «Транснафтопродукт» як внеску Росії в статутний капітал «Транснефти».
Президент компанії - Микола Токарєв. З серпня 2015 року Голова ради директорів - Новак Олександр Валентинович.

## Діяльність
«Транснефть» і її дочірні суспільства мають у своєму розпорядженні найбільшою у світі системою нафтопроводів (в тому числі нафтопровід «Дружба»), довжина якої становить 47 455 км, а також мережею нафтопродуктопроводів, що раніше належали «Транснафтопродукт» довжиною 19 476 км (на липень 2008 року).
Тарифи на послуги з перекачування, перевалки та наливу нафти «Транснефти» як природної монополії встановлюються Федеральною службою по тарифах (ФСТ Росії).